# Chilchotla (kommun i Mexiko)
Chilchotla är en kommun i Mexiko.   Den ligger i delstaten Puebla, i den sydöstra delen av landet, 200 km öster om huvudstaden Mexico City. Antalet invånare är 19 257. Arean är 147 kvadratkilometer.
Terrängen i Chilchotla är varierad.
Följande samhällen finns i Chilchotla:
- Rafael J. García
- El Carmen
- San José Manzanitos
- Ignacio Zaragoza
- La Trinidad
- La Providencia
- Acocomotla
- Vicente Guerrero
- Emiliano Zapata
- San Juan del Valle
- Barrio del Corazón de Jesús Tercera Sección
- San José Chicalotla
- Xaltepec
- Teteltitla
- La Reforma
- Alto Lucero
- Cozalapa